# ʿAbd al-Ghanī an-Nābulusī
ʿAbd al-Ghanī an-Nābulusī (arabisch عبد الغني النابلسي, DMG ʿAbd al-Ġanī an-Nābulusī; * 19. März 1641 in Damaskus, Syrien; † 5. März 1731) war ein arabischer Sufi und Literat aus Damaskus. Er gilt als eine Schlüsselfigur der islamischen Aufklärung. Als Zeitgenosse vieler großer Denker, Wissenschaftler, Dichter und Philosophen der europäischen Aufklärung steht sein Leben und Werk an den Wurzeln der Moderne in der arabischen Welt.

## Leben
Abd al-Ghani wuchs als Waise auf und trat den Sufi-Orden der Qādirīya und Naqschbandīya bei. Danach verbrachte er sieben Jahre abgeschottet in seinem Haus, um die göttlichen Erfahrungen von Sufis zu studieren. Er reiste viel umher in der islamischen Welt, besuchte Orte wie Istanbul (1664), den Libanon (1688), Jerusalem und Palästina (1689), Ägypten und Arabien (1693) und Tripolis (1700).
Muhammad Kamal al-Din al-Ghazzi (1760–1799), der oberste schafi’itische Rechtsgelehrte und Urenkel von al-Nabulusi, schrieb seine Biographie.
In neuerer Zeit hat sich insbesondere Samer Akkach (University of Adelaide) um die Erforschung von Leben und Werk Nabulusis verdient gemacht.

## Werk
Seine mehr als 200 Schriften können in drei Kategorien eingeteilt werden: Sufismus, Reiseberichte und sonstige Themen wie Poesie, Eulogien, Briefwechsel, Prophezeiungen, Traumdeutung und die Frage nach der Rechtmäßigkeit von Tabakkonsum. Den Hauptteil seiner sufischen Schriften bildet das Konzept des waḥdat al-wujūd („göttliche existentielle Einheit“ von Gott und dem Universum).
Seine Reisewerke dienen als wichtige Quellen für die Kenntnis der arabischen Länder der Zeit, darunter seine Reise zu den heiligen Städten Mekka und Medina und die Reise durch den Libanon. Orientalisten wie Alfred von Kremer und Johannes Gildemeister (1908) hatten mit ihrer Auswertung begonnen. 

## Schriften
- Taḥqīq al-qaḍīya fi l-farq baina r-rišwa wa-l-hadīya, Abhandlung über den Unterschied zwischen Bestechungsgeld (rišwa) und Geschenk (hadīya).
- at-Tuḥfa an-Nābulusīya fī ʾr-riḥla aṭ-ṭarābulusīya. Eingeleitet u. hrsg. von Heribert Busse unter dem Titel: Die Reise des ʿAbd-al-Ġanī an-Nābulusī durch den Libanon. Beiruter Texte und Studien 4. Steiner, Wiesbaden 1971.
- al-Ḥaqīqa wa-l-maǧāz fī riḥlat Bilād aš-Šām wa-Miṣr wa-’l-Ḥiǧāz, Bericht über eine Reise durch Syrien, Ägypten und den Hedschas. Ed. Riyāḍ ʿAbd-al-Ḥamīd Murād. Damaskus 1989.